# Lista tomów serii Shadows House
Ten artykuł zawiera listę tomów serii Shadows House autorstwa duetu So-ma-to, publikowanej w magazynie „Shūkan Young Jump” wydawnictwa Shūeisha od 6 września 2018. Pierwszy tom tankōbon ukazał się 18 stycznia 2019, natomiast według stanu na 17 stycznia 2025, do tej pory wydano 19 tomów. 
W Polsce licencję na wydawanie mangi zakupiło Waneko. 
| Nr | Język japoński       | Język japoński         | Język polski         | Język polski           |
| Nr | Data wydania         | ISBN                   | Data wydania         | ISBN                   |
| --- | -------------------- | ---------------------- | -------------------- | ---------------------- |
| 1 | 18 stycznia 2019     | ISBN 978-4-08-891184-7 | 7 czerwca 2021       | ISBN 978-83-8242-052-4 |
| Lista rozdziałów - 001. Kate i Emilico (jap. ケイトとエミリコ Keito to Emiriko) - 002. Zepsuta lalka (jap. 壊れた人形は Kowareta ningyō wa) - 003. Instrukcja (jap. 説明書 Setsumeisho) - 004. Bałwan z sadzy (jap. すすだるま Susu daruma) - 005. Głód (jap. 空腹 Kūfuku) - 006. Lustro (jap. 鏡 Kagami) - 007. Inne „oblicze” (jap. 別の顔 Betsu no kao) - 008. Poza pokojem (jap. 部屋の外には Heya no soto ni wa) - 009. Pomieszczenie do ściągania sadzy (jap. すす取りの間 Susutori no ma) - 010. Nieustępliwy brud (jap. 落ちない汚れ Ochinai yogore) - 011. Kate i Emilico przed debiutem (jap. お披露目前の二人 Ohirome mae no futari) - 012. Brudząc (jap. 汚しながら Yogoshi nagara) |                      |                        |                      |                        |
| 2 | 17 maja 2019         | ISBN 978-4-08-891266-0 | 6 sierpnia 2021      | ISBN 978-83-8242-053-1 |
| Lista rozdziałów - 013. Zajęcia (jap. 授業 Jugyō) - 014. Zjawa (jap. 亡霊 Bōrei) - 015. Poruszająca się lalka (jap. 動く人形 Ugoku ningyō) - 016. Dzień czyszczenia (jap. 洗浄の日 Senjō no hi) - 017. Odznaczeni gwiazdą (jap. 星つき Hoshi-tsuki) - 018. Podczas nocnego patrolu (jap. 深夜の見回りにて Shin’ya no mimawari nite) - 019. Niepotrzebnie (jap. 余計なこと Yokei na koto) - 020. Pomocny członek rodu Shadow (jap. 親切なお影様 Shinsetsu na Okage-sama) - 021. Wigilia (jap. 前夜 Zen’ya) - 022. Pięć nowych par (jap. 五対の新人 Gotsui no shinjin) - 023. Ranking (jap. 格付け Kakuzuke) - 024. Imię (jap. 名前 Namae) |                      |                        |                      |                        |
| 3 | 19 września 2019     | ISBN 978-4-08-891363-6 | 6 października 2021  | ISBN 978-83-8242-054-8 |
| Lista rozdziałów - 025. Zasady oceny (jap. 審査基準 Shinsa kijun) - 026. Niedopasowane narzędzia (jap. 不揃いな道具たち Fuzoroi na dōgu-tachi) - 027. Ogrodowy labirynt (jap. 庭園迷路 Teien meiro) - 028. Wzrok (jap. 視線 Shisen) - 029. Niepełna mapa (jap. 不完全な地図 Fukanzen na chizu) - 030. Czarny punkt (jap. 黒い点 Kuroi ten) - 031. Porażka (jap. 失敗 Shippai) - 032. Wyjaśnienie triku (jap. 浮かび上がる細工 Ukabiagaru zaiku) - 033. Prowadzenie (jap. 首席 Shuseki) - 034. Tak jak zawsze (jap. いつもの姿 Itsumo no sugata) - 035. Nie widać (jap. 見えないから Mienai kara) - 036. Egzaminator (jap. 試験官 Shiken-kan) |                      |                        |                      |                        |
| 4 | 19 lutego 2020       | ISBN 978-4-08-891461-9 | 7 grudnia 2021       | ISBN 978-83-8242-055-5 |
| Lista rozdziałów - 037. Oblicze (jap. 「顔」 Kao) - 038. Pomyślny wynik (jap. 合格 Gōkaku) - 039. Najbiedniejsza (jap. 一番かわいそうな Ichiban kawaisō na) - 040. Niepokój i sadza (jap. 不安の煤 Fuan no susu) - 041. Ptasia klatka i kwiaty (jap. 鳥籠と花 Torikago to hana) - 042. Rozwiązanie (jap. 解 Kai) - 043. Ostatnia para (jap. 最後の一対 Saigo no ittsui) - 044. Co to znaczy być pełnoprawnym członkiem roku (jap. 成人になるということ Seijin ni naru to iu koto) - 045. Podsumowanie (jap. 総評 Sōhyō) - 046. ŻYWE LALKI (jap. いきにんぎょう Iki ningyō) - 047. Choroba spowodowana sadzą (jap. すすによる病 Susu ni yoru yamai) - 048. Cień zwykłego życia (jap. 日常生活の影 Nichijō seikatsu no kage) - 049. Władza nad sadzą (jap. すすの能力 Susu no nōryoku) - 050. List (jap. 手紙 Tegami) |                      |                        |                      |                        |
| 5 | 19 czerwca 2020      | ISBN 978-4-08-891545-6 | 7 lutego 2022        | ISBN 978-83-8242-056-2 |
| Lista rozdziałów - 051. John i Shaun (jap. ジョンとショーン Jon to Shōn) - 052. Cztery pary odznaczone gwiazdą (jap. 四対の星つき Yontsui no hoshitsuki) - 053. Radosne zebranie (jap. 喜びの会 Yorokobi no kai) - 054. Godne przeciwniczki (jap. 好敵手たち Kōtekishu-tachi) - 055. Przemiana Rosemary (jap. ローズマリーの変 Rōzumarī no hen) - 056. Wielkie porządki (jap. 大掃除 Ōsōji) - 057. Mleko się rozlało (jap. 破鏡不照 Hakyō fushō) - 058. Potencjalni sprawcy (jap. 犯人候補 Han’nin kōho) - 059. Odkrycia (jap. 散策 Sansaku) - 060. Grupa badawcza (jap. 研究班 Kenkyū-han) - 061. Nocne spotkanie (jap. 深夜の同期会 Shin’ya no dōkikai) - 062. Niebo nocą (jap. 夜の空 Yoru no sora) |                      |                        |                      |                        |
| 6 | 16 października 2020 | ISBN 978-4-08-891713-9 | 12 kwietnia 2022     | ISBN 978-83-8242-057-9 |
| Lista rozdziałów - 063. Zebranie żywych lalek (jap. 集められる生き人形 Atsumerareru iki ningyō) - 064. O zlepkach (jap. こびりつきについて Kobiritsuki ni tsuite) - 065. O wezwaniu (jap. お呼ばれについて Oyobare ni tsuite) - 066. O małżeństwie (jap. 婚姻について Kon’in ni tsuite) - 067. Prawdziwa tożsamość ciemnie szaty (jap. ローブ様の正体は... Rōbu-sama no shōtai wa...) - 068. Winny zajścia ze zjawą (jap. 亡霊騒ぎの犯人 Bōrei sawagi no han’nin) - 069. Powód (jap. 理由 Riyū) - 070. Ostatnia lekcja (jap. 最後の授業 Saigo no jugyō) - 071. Wezwanie i powitanie (jap. お呼ばれとお迎え Oyobare to omukae) - 072. Życzliwość (jap. やさしさ Yasashi-sa) - 073. Jeden z trzech kanałó (jap. 水路の三択 Suiro no mitaku) - 074. Cenni przyjaciele (jap. 仲間の価値 Nakama no kachi)                |                      |                        |                      |                        |
| 7 | 18 marca 2021        | ISBN 978-4-08-891819-8 | 13 czerwca 2022      | ISBN 978-83-8242-283-2 |
| Lista rozdziałów - 075. Obietnica (jap. 約束 Yakusoku) - 076. Nieznikająca rana (jap. 消えない傷 Kienai kizu) - 077. Wybór bez odpowiedzi (jap. 答えのない選択 Kotae no nai sentaku) - 078. Ich odpowiedź (jap. ふたりの答え Futari no kotae) - 079. Stawiający opór (jap. 抗う者たち Aragau monotachi) - 080. Codzienne życie (jap. 日常 Nichijо̄) - 081. Nowa przywódczyni grupy (jap. 新しい班長 Atarashī hanchō) - 082. Grupa Emilico (jap. エミリコ班 Emiriko-han) - 083. Trudne zadanie (jap. 難題 Nandai) - 084. Wbrew zasadom (jap. ルール違反 Rūru ihan) - 085. Specjalna kawa (jap. 特別な珈琲 Tokubetsu na kōhī) - 086. Plan nadzorcy (jap. 管理者の思惑 Kanrisha no omowaku) |                      |                        |                      |                        |
| 8 | 18 czerwca 2021      | ISBN 978-4-08-892008-5 | 8 sierpnia 2022      | ISBN 978-83-8242-284-9 |
| Lista rozdziałów - 087. Wizytacja (jap. 視察 Shisatsu) - 088. Ocena (jap. 値踏み Nebumi) - 089. Słodkie słówka (jap. 甘言 Kangen) - 090. Wyjątkowa okazja (jap. 千載一遇 Senzai’ichigū) - 091. Kate (jap. ケイト Keito) - 092. Lalka z zakrytą twarzą (1) (jap. 顔の見えない人形 (1) Kao no mienai ningyō (1)) - 093. Lalka z zakrytą twarzą (2) (jap. 顔の見えない人形 (2) Kao no mienai ningyō (2)) - 094. Zdrajcy (jap. 内通者 Naitsūsha) - 095. Od tamtej pory (jap. あれから Are kara) - 096. Odtąd (jap. これから Kore kara) - 097. Komu ufać? (jap. 信じられるもの Shinjirareru mono) |                      |                        |                      |                        |
| 9 | 19 listopada 2021    | ISBN 978-4-08-892139-6 | 6 października 2022  | ISBN 978-83-8242-285-6 |
| Lista rozdziałów - 098. Zastawiona pułapka (jap. 仕掛けられた罠 Shikakerareta wana) - 099. Niespodziewany gość (jap. 思わぬ来訪者 Omowanu raihōsha) - 100. Spotkanie pięciu par (jap. 五対の同期会 Gotsui no dōki kai) - 101. Więź (jap. 絆 Kizuna) - 102. Wspomnienia (jap. 思い出 Omoide) - 103. Dzień przed (jap. 前日 Zenjitsu) - 104. Imię pewnej dziewczynki (jap. 或る少女の名前 Aru shōjo no namae) - 105. Obietnica pod rozgwieżdżonym niebem (jap. 約束の星空 Yakusoku no hoshizora) - 106. Moje imię (jap. わたしの名前 Watashi no namae) |                      |                        |                      |                        |
| 10 | 18 marca 2022        | ISBN 978-4-08-892246-1 | 6 grudnia 2022       | ISBN 978-83-8242-286-3 |
| Lista rozdziałów - 107. Monolog (jap. 独白 Dokuhaku) - 108. Wychowanie (jap. 生い立ち Oitachi) - 109. Shadows House (jap. シャドーハウス Shadō hausu) - 110. Dziwna niepisana zasada (jap. 奇妙な不文律 Kimyō na fubunritsu) - 111. Cień skrywający się w lesie (jap. 森に潜む影 Mori ni hisomu kage) - 112. Wejście do rezydencji (jap. 入館 Nyūkan) - 113. Jeden warunek (jap. 対の条件 Ittsui no jōken) - 114. Twoje imię (jap. あなたの名前は Anata no namae wa) - 115. Emilico (jap. エミリコ Emiriko) |                      |                        |                      |                        |
| 11 | 17 czerwca 2022      | ISBN 978-4-08-892337-6 | 6 lutego 2023        | ISBN 978-83-8242-287-0 |
| Lista rozdziałów - 116. Pierwszy sprawunek (jap. 初めてのお遣い Hajimete no otsukai) - 117. Balans sił (jap. 勢力図 Seiryokuzu) - 118. Różane spotkanie (jap. 薔薇の集い Bara no tsudoi) - 119. Początek reformy (jap. 改革の口火 Kaikaku no kuchibi) - 120. Polaryzacja (jap. ニ極化 Ni kyoku-ka) - 121. Ofiara polowania (jap. 狩られる者 Karareru mono) - 122. Pojedynek (jap. 決闘 Kettō) - 123. Zła decyzja (jap. 間違った選択 Machigatta sentaku) - 124. Szczerość i prawdziwe intencje (jap. 誠意と本意 Seii to hon’i) |                      |                        |                      |                        |
| 12 | 19 października 2022 | ISBN 978-4-08-892462-5 | 6 kwietnia 2023      | ISBN 978-83-8242-432-4 |
| Lista rozdziałów - 125. Młodość i słodycz (jap. 苦さと甘さ Nigasa to amasa) - 126. Sekret siły (jap. 強さの秘訣 Tsuyosa no hiketsu) - 127. Pomocna dłoń (1) (jap. 救いの手 (1) Sukuinote (1)) - 128. Pomocna dłoń (2) (jap. 救いの手 (2) Sukuinote (2)) - 129. Tajny środek (jap. 秘密の手段 Himitsu no shudan) - 130. Eksperyment i błąd w obliczeniach (jap. 実験と誤算 Jikken to gosan) - 131. Dowód teorii (jap. 仮説の証明 Kasetsu no shōmei) - 132. As w rękawie (jap. 奥の手 Oku no te) - 133. Ktoś jedyny w swoim rodzaju (jap. 無二の存在 Muni no sonzai) |                      |                        |                      |                        |
| 13 | 17 lutego 2023       | ISBN 978-4-08-892601-8 | 5 czerwca 2023       | ISBN 978-83-8242-433-1 |
| Lista rozdziałów - 134. Serce (jap. 心 Kokoro) - 135. Relacja między panem a sługą (jap. 主従関係 Shujū kankei) - 136. Dla kogo? (jap. 誰がために Taga tame ni) - 137. Śmieć (jap. がらくた Garakuta) - 138. Sztafeta (jap. バトンリレー Batonrirē) - 139. Wynik porównania (jap. 照合結果 Shōgō kekka) - 140. Dziura w planie (jap. 計画の穴 Keikaku no ana) - 141. Motyw przestępstwa (jap. 犯行動機 Hankō dōki) - 142. Owoc nauk (jap. 学びの成果 Manabi no seika) |                      |                        |                      |                        |
| 14 | 19 lipca 2023        | ISBN 978-4-08-892771-8 | 26 stycznia 2024     | ISBN 978-83-8242-434-8 |
| Lista rozdziałów - 143. Różnica sił (jap. 実力差 Jitsuryoku-sa) - 144. Tego nie odstąpię (jap. 譲れないもの Yuzurenai mono) - 145. Koszt pojedynku (jap. 決闘の代償 Kettō no daishō) - 146. Wyznanie (jap. 告自 Tsuge-ji) - 147. Nieznikająca blizna (jap. 癒えぬ傷痕 Ienu kizuato) - 148. Prawdziwe uczucia (jap. 本心 Honshin) - 149. Lewis (jap. ルイス Ruisu) - 150. Dowód determinacji (jap. 決意の証 Ketsui no akashi) - 151. Uśmiech (jap. 笑顔 Egao) - 152. Prawda (jap. 真実 Shinjitsu) - 153. Wyniki wyborów (jap. 投票結果 Tōhyō kekka) |                      |                        |                      |                        |
| 15 | 19 października 2023 | ISBN 978-4-08-892865-4 | 29 kwietnia 2024     | ISBN 978-83-8242-435-5 |
| Lista rozdziałów - 154. Misja i odpowiedzialność (jap. 使命と責任 Shimei to sekinin) - 155. Tymczasowe rozwiązanie (jap. かりそめ Karisome) - 156. Chwila (jap. 東の間 Higashi no ma) - 157. Bratnia dusza (jap. ソウルメイト Sōrumeito) - 158. Nagły wypadek (jap. 緊急事態 Kinkyū jitai) - 159. Zapach grzechu (jap. 罪の香り Tsumi no kaori) - 160. Margaret (jap. マーガレット Māgaretto) - 161. Szlachetne serce (jap. 気高き心 Kedakaki kokoro) - 162. Poza kontrolą (jap. 暴走状態 Bōsō jōtai) - 163. Język kwiatów (jap. 花言葉 Hana kotoba) - 164. Fragment łaski (jap. 恩恵の欠片 Onkei no kakera) |                      |                        |                      |                        |
| 16 | 19 lutego 2024       | ISBN 978-4-08-893113-5 | 26 lipca 2024        | ISBN 978-83-8242-436-2 |
| Lista rozdziałów - 165. Tragedia i szansa (jap. 悲劇と好機 Higeki to kōki) - 166. Środek i cel (jap. 手段と目的 Shudan to mokuteki) - 167. Grupa strzegąca obyczajności (jap. 風紀班 Fūki-han) - 168. Tajny plan (jap. 裏工作 Ura kōsaku) - 169. Pięć nowych par (jap. 新たな五対 Aratana gotsui) - 170. Za kulisami (jap. 舞台裏 Butaiura) - 171. King (jap. キング Kingu) - 172. Pierwszy sprawdzian (jap. ひとつの試験 Hitotsu no shiken) - 173. Sojusz (jap. 結束 Kessoku) - 174. Ich sekrety (jap. 彼女たちの秘密 Kanojotachi no himitsu) - 175. Mur na drodze (jap. 立ちはだかる壁 Tachihadakaru kabe) |                      |                        |                      |                        |
| 17 | 17 maja 2024         | ISBN 978-4-08-893259-0 | 16 grudnia 2024      | ISBN 978-83-8242-946-6 |
| Lista rozdziałów - 176. Anji to kakusei (jap. 暗示と覚醒) - 177. Oribā no shiken (jap. オリバーの試験) - 178. Sorezore no tatakai (jap. それぞれの戦い) - 179. Noroi no shōtai (jap. 呪いの正体) - 180. Sakuryaku (jap. 策略) - 181. Sai shiken (jap. 再試験) - 182. Shitei (jap. 師弟) - 183. Sākasu no kioku (jap. サーカスの記憶) - 184. Ni-tai no shin’nyū-sha (jap. 二体の侵入者) - 185. Sakusen zokkō (jap. 作戦続行) - 186. Kyōdō sensen (jap. 共同戦線) |                      |                        |                      |                        |
| 18 | 19 września 2024     | ISBN 978-4-08-893377-1 | 28 lipca 2025        | ISBN 978-83-8242-947-3 |
| Lista rozdziałów - 187. Saigishin (jap. 猜疑心) - 188. Teki to mikata (jap. 敵と味方) - 189. Ittaika no gishiki (jap. 一体化の儀式) - 190. Kyōshinja (jap. 狂信者) - 191. Kaketa kioku (jap. 欠けた記憶) - 192. Kaibutsu (jap. 怪物) - 193. Sakusen no ketsumatsu (jap. 作戦の結末) - 194. Suimenka (jap. 水面下) - 195. Shin-han hensei (jap. 新班編成) - 196. Kurisutofā-sama (jap. クリストファー様) - 197. Ansonī (jap. アンソニー) |                      |                        |                      |                        |
| 19 | 17 stycznia 2025     | ISBN 978-4-08-893479-2 | 18 października 2025 |                        |
| Lista rozdziałów - 198. Dokuhaku (jap. 独白) - 199. Oitachi (jap. 生い立ち) - 200. Shadō hausu (jap. シャドーハウス) - 201. Sōshitsu (jap. 喪失) - 202. Nokotta nakama (jap. 残った仲間) - 203. Giman (jap. 欺瞞) - 204. Hōshi-sha (jap. 奉仕者) - 205. Botsuraku (jap. 没落) - 206. Kattō (jap. 葛藤) - 207. Ichidō ni kai shite (jap. 一堂に会して) - 208. Seigi (jap. 正義) |                      |                        |                      |                        |